# Frank Tashlin
Francis Fredrick von Taschlein, também conhecido como Frank Tashlin, Tish Tash ou Frank Tash (Weehawken, Nova Jérsei, 19 de fevereiro de 1913 – Hollywood, 5 de maio de 1972) foi um animador, roteirista, foi um animador, cartunista, escritor infantil, ilustrador e diretor de cinema norte-americano. Ele era mais conhecido por seu trabalho nas séries de curtas animados Looney Tunes e Merrie Melodies para a Warner Bros., bem como seu trabalho como diretor de filmes de comédia live-action.

## Filmografia

### Shorts de desenho
| Ano  | Títulos                          | Notas                                                         |
| ---- | -------------------------------- | ------------------------------------------------------------- |
| 1936 | Porky's Poultry Plant            | Primeiro curta de animação com a Warner Bros na primeira fase |
| 1936 | Little Beau Porky                |                                                               |
| 1936 | Porky in the North Woods         |                                                               |
| 1937 | Porky's Road Race                |                                                               |
| 1937 | Porky's Romance                  |                                                               |
| 1937 | Porky's Building                 |                                                               |
| 1937 | Porky's Railroad                 |                                                               |
| 1937 | Speaking of the Weather          |                                                               |
| 1937 | The Case of the Stuttering Pig   |                                                               |
| 1937 | Porky's Double Trouble           |                                                               |
| 1937 | The Woods Are Full of Cuckoos    |                                                               |
| 1938 | Porky at the Crocadero           |                                                               |
| 1938 | Now That Summer Is Gone          |                                                               |
| 1938 | Porky the Fireman                |                                                               |
| 1938 | Have You Got Any Castles?        |                                                               |
| 1938 | Porky's Spring Planting          |                                                               |
| 1938 | The Major Lied 'Til Dawn         |                                                               |
| 1938 | Wholly Smoke                     |                                                               |
| 1938 | Cracked Ice                      |                                                               |
| 1938 | Little Pancho Vanilla            |                                                               |
| 1938 | You're an Education              | Último curta animado com a Warner Bros na primeira fase       |
| 1941 | The Fox and the Grapes           | Primeiro curta animado com Screen Gems e Columbia             |
| 1941 | The Tangled Angler               |                                                               |
| 1942 | A Hollywood Detour               |                                                               |
| 1942 | Under the Shedding Chestnut Tree |                                                               |
| 1942 | Wacky Wigwams                    |                                                               |
| 1942 | Woodman, Spare Me That Tree      | Último curta animado com Screen Gems e Columbia               |
| 1943 | Porky Pig's Feat                 | Primeiro curta de animação com a Warner Bros na segunda fase  |
| 1943 | Scrap Happy Daffy                |                                                               |
| 1943 | The Goldbrick                    |                                                               |
| 1943 | The Home Front                   |                                                               |
| 1943 | Puss n' Booty                    | Último desenho animado preto e branco dos Looney Tunes        |
| 1944 | I Got Plenty of Mutton           |                                                               |
| 1944 | Swooner Crooner                  |                                                               |
| 1944 | The Chow Hound                   |                                                               |
| 1944 | Brother Brat                     |                                                               |
| 1944 | Plane Daffy                      |                                                               |
| 1944 | Booby Hatched                    |                                                               |
| 1944 | The Stupid Cupid                 |                                                               |
| 1945 | The Unruly Hare                  |                                                               |
| 1945 | Behind the Meat-Ball             |                                                               |
| 1945 | Tale of Two Mice                 |                                                               |
| 1945 | Nasty Quacks                     | Não creditado                                                 |
| 1946 | Hare Remover                     | Não creditado; último curta animado com a Warner Bros.        |
| 1947 | The Way of Peace                 | Também escritor                                               |
| 1967 | The Bear That Wasn't             | Apenas história                                               |

### Longas-metragens
| Ano  | Título                             | Diretor      | Escritor     | Produtor |
| ---- | ---------------------------------- | ------------ | ------------ | -------- |
| 1946 | A Night in Casablanca              | Não          | Sem créditos | Não      |
| 1946 | Monsieur Beaucaire                 | Não          | Sem créditos | Não      |
| 1947 | Variety Girl                       | Não          | Sim          | Não      |
| 1948 | The Fuller Brush Man               | Não          | Sim          | Não      |
| 1948 | One Touch of Venus                 | Não          | Sim          | Não      |
| 1948 | The Paleface                       | Não          | Sim          | Não      |
| 1949 | Miss Grant Takes Richmond          | Não          | Sim          | Não      |
| 1949 | Love Happy                         | Não          | Sim          | Não      |
| 1949 | A Woman of Distinction             | Não          | Sim          | Não      |
| 1950 | The Good Humor Man                 | Não          | Sim          | Não      |
| 1950 | Kill the Umpire                    | Não          | Sim          | Não      |
| 1950 | The Fuller Brush Girl              | Não          | Sim          | Não      |
| 1951 | The Lemon Drop Kid                 | Sem créditos | Sim          | Não      |
| 1951 | My Favorite Spy                    | Não          | Sem créditos | Não      |
| 1952 | The First Time                     | Sim          | Sim          | Não      |
| 1952 | Son of Paleface                    | Sim          | Sim          | Não      |
| 1953 | Marry Me Again                     | Sim          | Sim          | Não      |
| 1954 | Red Garters                        | Não          | Sem créditos | Não      |
| 1954 | Susan Slept Here                   | Sim          | Sem créditos | Não      |
| 1955 | 5 Against the House                | Não          | Sem créditos | Não      |
| 1955 | Artists and Models                 | Sim          | Sim          | Não      |
| 1956 | The Lieutenant Wore Skirts         | Sim          | Sim          | Não      |
| 1956 | The Scarlet Hour                   | Não          | Sim          | Não      |
| 1956 | The Best Things in Life Are Free   | Não          | Sem créditos | Não      |
| 1956 | The Girl Can't Help It             | Sim          | Sim          | Sim      |
| 1956 | Hollywood or Bust                  | Sim          | Sem créditos | Não      |
| 1957 | Will Success Spoil Rock Hunter?    | Sim          | Sim          | Sim      |
| 1958 | Rock-A-Bye Baby                    | Sim          | Sim          | Não      |
| 1958 | The Geisha Boy                     | Sim          | Sim          | Não      |
| 1959 | Say One for Me                     | Sim          | Sem créditos | Sim      |
| 1960 | Cinderfella                        | Sim          | Sim          | Não      |
| 1961 | Snow White and the Three Stooges   | Não          | Sem créditos | Não      |
| 1962 | Bachelor Flat                      | Sim          | Sim          | Não      |
| 1962 | Gigot                              | Não          | Sem créditos | Não      |
| 1962 | It's Only Money                    | Sim          | Não          | Não      |
| 1963 | The Man from the Diner's Club      | Sim          | Sim          | Não      |
| 1963 | Who's Minding the Store?           | Sim          | Sim          | Não      |
| 1964 | The Disorderly Orderly             | Sim          | Sim          | Não      |
| 1965 | The Alphabet Murders               | Sim          | Não          | Não      |
| 1966 | The Glass Bottom Boat              | Sim          | Não          | Não      |
| 1967 | Caprice                            | Sim          | Sim          | Não      |
| 1968 | The Private Navy of Sgt. O'Farrell | Sim          | Sim          | Não      |